# Zbigniew Nieradka
Zbigniew Nieradka (ur. 16 marca 1967) – polski pilot szybowcowy, dwukrotny mistrz świata, wicemistrz Europy.
Członek Aeroklubu Częstochowskiego. W roku 2010 zdobył w Segedynie tytuł mistrza świata w klasie 18m. Dwa lata później obronił tytuł w Uvalde.
Zajmuje 11 miejsce na szybowcowej liście rankingowej FAI.
Trzykrotny mistrz Polski (2006, 2007, 2011) w klasie 18m, mistrz Polski w 2012 w klasie otwartej. W karierze zdobywał też tytuły szybowcowego mistrza i wicemistrza Polski juniorów. 
Zawodowo pilot liniowy (kolejno LOT, CentralWings, od 2007 roku w Wizz Air w stopniu kapitana), pilot Airbus A320.

## Najważniejsze osiągnięcia

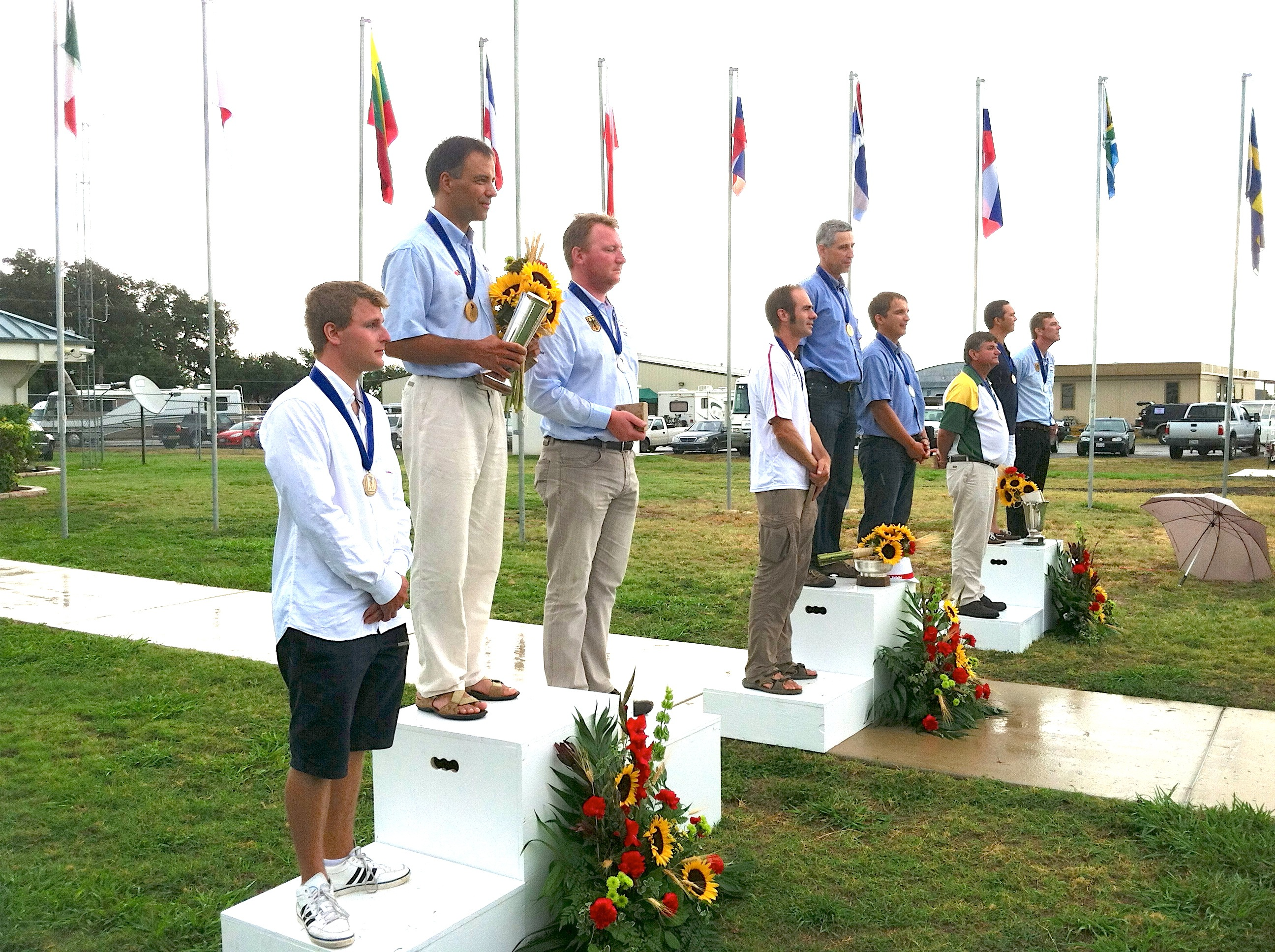
Ceremonia medalowa Uvalde 2012, Zbigniew Nieradka jest piąty od lewej

| Nazwa zawodów      | Miejsce | Rok  | Klasa | Miejsce |
| ------------------ | ------- | ---- | ----- | ------- |
| Mistrzostwa świata | Segedyn | 2010 | 18m   | Złoto   |
| Mistrzostwa Europy | Kowno   | 2011 | 18m   | Srebro  |
| Mistrzostwa świata | Uvalde  | 2012 | 18m   | Złoto   |